# ديفيد مان (رسام)
ديفيد مان (بالإنجليزية: David Mann)‏ هو رسام أمريكي، ولد في 10 سبتمبر 1940 في كانساس سيتي في الولايات المتحدة، وتوفي في 11 سبتمبر 2004.

## وصلات خارجية
- الموقع الرسمي